# Angelica likiangensis
Angelica likiangensis är en flockblommig växtart som beskrevs av H.Wolff. Angelica likiangensis ingår i släktet kvannar, och familjen flockblommiga växter. Inga underarter finns listade i Catalogue of Life.